# Ruwiki
Ruwiki (en ruso: Рувики, romanizado: Ruviki) es una enciclopedia rusa en línea,  lanzada el 24 de junio de 2023 como una bifurcación de la Wikipedia en ruso,  siendo descrita por los medios como «amigable con Putin» y «compatible con el Kremlin». El lanzamiento a gran escala tuvo lugar el 15 de enero de 2024.
El proyecto está dirigido por Vladímir Medeiko, quien anteriormente estuvo involucrado en el proyecto de la Wikipedia en ruso y director de Wikimedia Rusia. Según se informa, Medeiko creó el proyecto como una alternativa a la Wikipedia en ruso, que sería más amigable para el gobierno ruso.
Las palabras рувики y su versión en inglés, ruwiki, se han utilizado durante mucho tiempo para referirse a la Wikipedia en ruso entre los wikipedistas.

## Historia

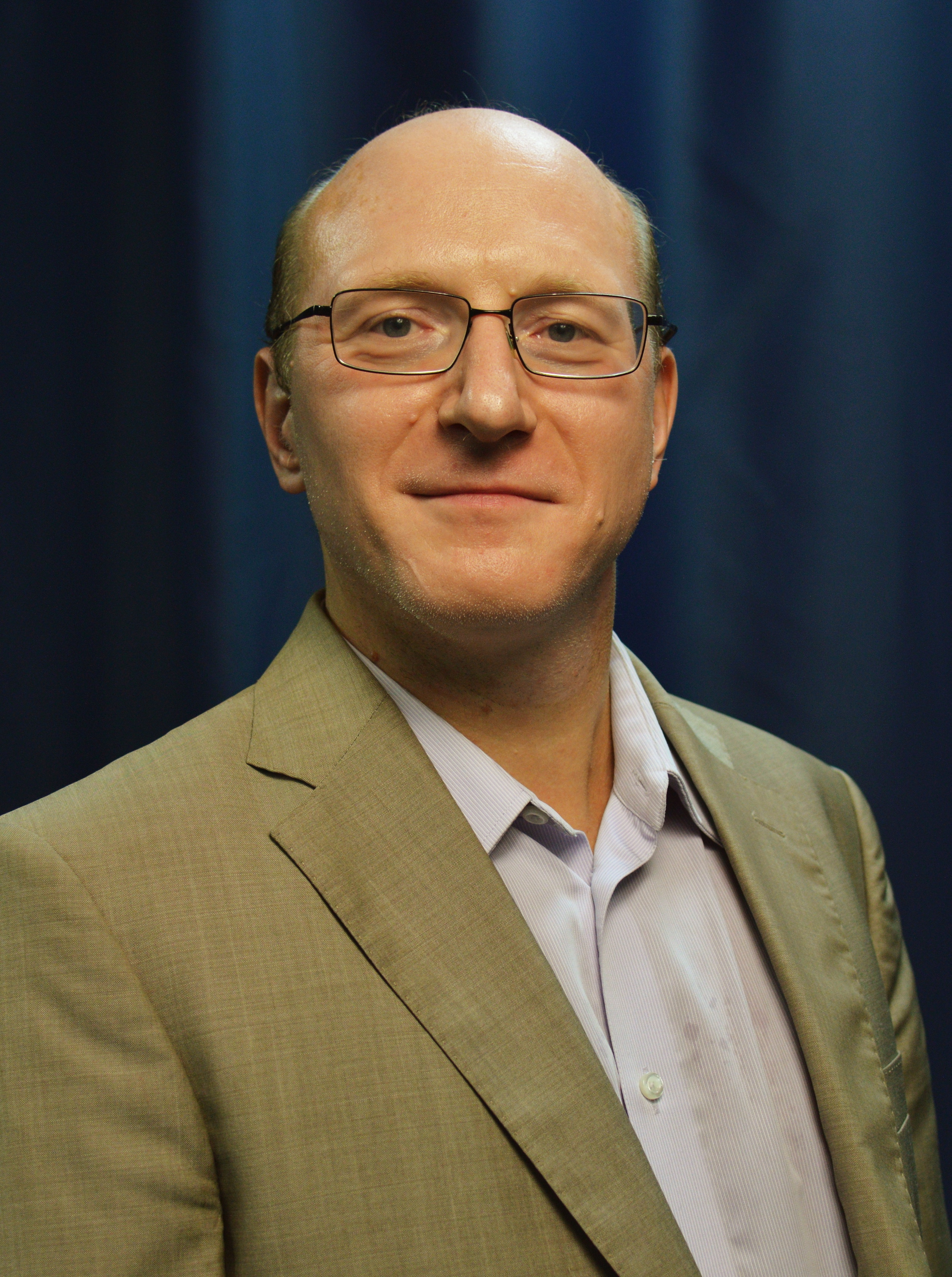
Medeiko en 2021

El 24 de mayo de 2023, Vladímir Medeiko, director de Wikimedia Rusia desde hace mucho tiempo, anunció Ruwiki como una bifurcación rusa de Wikipedia en el sitio web de tecnología ruso Habr. El político ruso Anton Gorelkin afirmó que el nuevo sitio web «ruwiki» estaría alojado en servidores rusos y gestionado por una organización rusa. Medeiko ha declarado que Ruwiki seguirá las leyes rusas, pero es independiente del gobierno ruso.
Los colaboradores rusos de Wikipedia se sorprendieron de que Medeiko abandonara el proyecto en el que había estado involucrado desde 2003, y se sorprendieron aún más cuando dijo que su razón para irse era crear un competidor de Wikipedia en beneficio del gobierno de Rusia.El nombre del proyecto, Ruwiki, es ampliamente utilizado por los contribuyentes de la Wikipedia en ruso y otros proyectos de la Fundación Wikimedia para referirse a la propia Wikipedia en ruso, lo que ha generado críticas por parte de los wikipedistas.[cita requerida]El 21 de agosto de 2023, sin más anuncio, se abrió el registro de usuarios para todos en Ruwiki.
A finales de noviembre de 2023, se añadieron cinco nuevas ediciones de Ruwiki: Bashkir, Mari, Sakha, Tatar y Chechen.
En diciembre de 2023, Ruwiki firmó un acuerdo de cooperación a largo plazo con el Museo de Moscú.
El 28 de diciembre de 2023, se agregaron seis nuevas ediciones de Ruwiki: Altái, tuvano, moksha, udmurto, chuvasio y erzya.
Ruwiki confirmó el fin de las pruebas beta el 15 de enero de 2024.
En abril de 2024, Ruwiki lanzó nuevas ediciones en los idiomas buriato, vepsio, ingusetio, calmuco, komi, komi permio, livonio-carelio y jakasio con un número total de artículos en las nuevas secciones que supera los 29 mil. Se mejoró además la interfaz del sitio web y los portales con materiales de preparación para el Examen de Estado Unificado y el Examen Estatal Básico.

## Contenido y política editorial
Ruwiki se creó copiando los 1,9 millones de artículos de la Wikipedia en ruso, así como varios componentes multimedia de Wikimedia Commons, y elementos de datos de Wikidata. Sin embargo, se han eliminado los artículos con contenido contrario a la línea oficial del gobierno ruso. Las eliminaciones de contenido considerado «propaganda antirrusa» incluyen la cobertura de la guerra ruso-ucraniana, la rebelión de Wagner y las críticas a Vladímir Putin.
A mediados de julio de 2023, Ruwiki aún no era editable por terceros. Medeiko había declarado que planea permitir que se reanude la edición pública, pero que el contenido será examinado por paneles de expertos. Para agosto de 2023, Ruwiki estaba disponible para editar desde cuentas registradas. Un análisis del medio de comunicación ruso independiente Mediazona, muestra que la mayoría de las ediciones de Ruwiki se realizan durante el horario laboral de lunes a viernes. Mediazona deduce que equipos de escritores remunerados son responsables de la actividad editorial de Ruwiki, lo que contrasta con el modelo voluntario de Wikipedia.

## Finanzas
No hay datos fiables sobre la fuente de financiación de Ruwiki. Vladímir Medeiko informa de la presencia de inversores privados, pero no los revela, indicando que existe un acuerdo correspondiente con los inversores. Según Vladímir Medeiko, el proyecto recibe dinero de inversores que comparten los objetivos del proyecto. Las ediciones realizadas por varios administradores en el artículo sobre Naila Asker-Zadeh, así como algunos otros hechos, indican una posible conexión entre Ruwiki y VTB Bank. El dinero supuestamente se asignó con la expectativa del futuro éxito comercial del proyecto: si el sitio se vuelve popular, será posible ganar dinero a través de anuncios. Vladímir Medeiko señala que los inversores esperan obtener ganancias, pero están muy interesados en lo que se logra en Ruwiki: contenido gratuito, acceso al conocimiento para todos.
Ruwiki ha lanzado una campaña publicitaria activa: compra publicidad a blogueros populares  (por ejemplo, Alexander Pushny,  en el canal "Cosmos Just" ), desde la primavera de 2024 se anuncia en numerosos carteles callejeros en 19 ciudades rusas (incluidas Moscú, Rostov del Don, Omsk, Krasnoyarsk ),  y uno de los trenes de la línea Sokolnicheskaya del Metro de Moscú fue decorado durante 6 meses con el tema "Tren cognitivo de Ruwiki". También en apoyo de la publicidad exterior, se desarrollaron pancartas de estilo similar para su demostración en plataformas digitales. Datos interesantes aparecieron en la página de inicio de Yandex, en los sitios web Lenta.ru, Gismeteo, Afisha y otros.

## Proyectos similares
Hubo otros proyectos enciclopédicos rusos anunciados como alternativa a Wikipedia: un portal en línea para la Gran Enciclopedia Rusa  y una wiki de la Znanie Society (Znanie.wiki), "Sociedad del Conocimiento" heredada de la época soviética.

## Censura
Según Medeiko, Ruwiki debe respetar tanto la legislación rusa como el principio de presentación desde un punto de vista neutral. Se afirma que el proyecto no está sujeto a censura y que el contenido puede estar dedicado a cualquier tema, siempre que no viole la legislación de la Federación Rusa. Sin embargo, en la comunidad de Internet, la creación de Ruwiki fue percibida como un «análogo censurado de Wikipedia». Cabe señalar que la esencia del concepto Ruwiki se manifiesta en artículos dedicados a la política moderna (principalmente la política exterior de Rusia). Al mismo tiempo, el énfasis se desplaza en la dirección opuesta a los artículos de Wikipedia.
Cuando se creó Ruwiki, los artículos sobre temas prohibidos por las autoridades rusas, como la masacre de Bucha y el canto ucraniano «¡Putin juyló!», fueron eliminados de la lista de artículos extraídos de la Wikipedia en ruso; en julio de 2023, no están allí. El artículo de Ruwiki sobre el PMC de Wagner no menciona el motín de junio, y el artículo sobre la invasión rusa de Ucrania no utiliza la palabra «invasión», sino que utiliza la expresión «operación militar». 
En enero de 2024, los periodistas de Vyorstka que estudiaron una serie de artículos en Ruwiki encontraron referencias a la ocupación rusa de ciudades ucranianas, el estatus en disputa de Crimea y enlaces a fuentes reconocidas en Rusia como «agentes extranjeros» y «organizaciones indeseables» en Rusia. Apenas unas horas después de la publicación del artículo, todas las referencias a la ocupación de territorios ucranianos y la disputada Crimea fueron eliminadas de los artículos de Ruwiki en la publicación. Los borradores de dos artículos con el título «Tortura, castración y asesinato de un prisionero de guerra en el sanatorio Privolye» y en el Palacio de Putin fueron eliminados por los administradores, uno de los cuales había editado previamente el artículo sobre la periodista Naila Asker-Zade, eliminando la palabra «propaganda» del texto y la mención del socio ilegítimo de Asker-Zade, el director de VTB, Andréi Kostin.[cita requerida]
Ruwiki también limpió un artículo sobre la novela 1984 del escritor británico George Orwell, cuya trama muchos observadores compararon con lo que está sucediendo en la Rusia de Putin. Por ejemplo, del artículo se eliminó la descripción del Ministerio de la Verdad.
También fue censurado el artículo «Aterrizaje forzoso del A321 cerca de Zhukovski», que describía el incidente con el aterrizaje de un avión civil en un campo de maíz en 2019, tras el cual el presidente ruso Vladímir Putin concedió medallas a la tripulación. Sin embargo, Ruwiki eliminó las críticas a las acciones de la tripulación del avión por parte de expertos en aviación. En el artículo sobre Yevgueni Prigozhin, entre otras cosas, se eliminó información sobre el reclutamiento de prisioneros rusos por parte de Prigozhin para la guerra con Ucrania.[cita requerida]
Los artículos «derechos humanos en Rusia», «libertad de expresión en Rusia», «censura en Rusia» y «preso político» se han reducido considerablemente.[cita requerida]
En algún momento de abril de 2024, el seguimiento de las ediciones fue difícil: la funcionalidad que permite comparar dos versiones arbitrarias de un artículo fue excluida del historial de ediciones.